# Ole Engel Heie
O. E. Heie, Ole E. Heie
Ole Engel Heie (10 mai 1926 Copenhague - 4 janvier 2019 ) est un professeur de biologie et entomologiste danois spécialisé dans les Aphidomorpha (pucerons et alliés).

## Présentation
Il a publié une monographie en six parties très influente sur les pucerons dans le cadre de la Fauna Entomologica Scandinavica (en) publiée de 1980 à 1995, où il a fourni des descriptions, des illustrations et des clés d'identification pour les 579 espèces connues du Danemark, de Finlande, de Norvège et de Suède.
Heie est né à Copenhague. Après avoir terminé son doctorat, en 1967, il est devenu professeur à la Danmarks Lærerhøjskole où il a travaillé jusqu'à sa retraite en 1994. Il a été professeur invité à la North Carolina State University et a continué comme professeur émérite à l'ancienne Danmarks Lærerhøjskole.
Il a dirigé l'Association danoise d'histoire naturelle et a été fait chevalier de l'Ordre de Dannebrog le 24 octobre 1990 par le Danemark. Heie a été grandement influencé par l'approche cladistique de Hennig et a écrit un livre sur l'évolution en 1969 et un autre sur la taxonomie en 1983.
Il est décédé le 4 janvier 2019

## Distinctions
- Chevalier de l'ordre de Dannebrog

## Publications
- Ole Engel Heie 1983. The identity of Betulaphis brevipilosa Börner (Homoptera: Aphidoidea).  (ISSN 1399-560X) 14(3): 303–308. DOI 10.1163/187631283X00308
- Fauna Entomologica Scandinavica (en) Brill Publishers. 2006.
- (da) Ole Engel Heie, Evolutionslaere, 1969, 173 p. (ISBN 8711000147, OCLC 63140607)
- [Ole E. Heie 1970] (en) Ole E. Heie, « Notes on Six Little Known Tertiary Aphids (Hem. Aphidoidea) », Ent. scand.I,‎ 1970, p. 109-119, 9 fig. .